# 长寿 (土别燕氏)
长寿（?—?），元朝大臣，蒙古土别燕氏，都元帅土薛的曾孙，元世祖时中书右丞相線真的孙子，元成宗时中书右丞相完泽之子。
元成宗大德七年（1303年）他的父亲中书右丞相完泽去世。大德八年（1304年）十月辛巳，元成宗任命宣徽使、大都护长寿为中书右丞，陕西行省右丞脱欢为中书参知政事。